# Крекінг-установка у Нотр-Дам-де-Граваншон
Крекінг-установка у Нотр-Дам-де-Граваншон – виробництво нафтохімічної промисловості на північному заході Франції.
В одному комплексі з нафтопереробним заводом енергетичного гіганту ExxonMobil у Нотр-Дам-де-Граваншон діє установка парового крекінгу (піролізу), яка станом на середину 2010-х років має потужність у 400 тисяч тонн етилену на рік. Вона розрахована на споживання газового бензину (naphtha, що призводить до виходу значної кількості інших, аніж етилен, ненасичених вуглеводнів. Як наслідок, у Граваншоні також продукують 300 тисяч тонн пропілену та 100 тисяч тонн бутадієну.
Етилен та пропілен споживаються розташованим тут же виробництвом полімерів, котре має потужність у 420 тисяч тонн поліетилену низької щільності і 170 тисяч тонн поліпропілену  (крім того, поруч у Лілльбонні знаходиться ще одне належне ExxonMobil виробництво поліпропілену потужністю 270 тисяч тонн). Певна кількість зазначених олефінів також потрібна заводу етиленпропілендієнового каучуку (ethylene-propylene diene monomer, EPDM) потужністю 85 тисяч тонн, котрий належить компанії Socabu (головний акціонер так само ExxonMobil).
Можливо також відзначити, що в регіоні знаходиться виконана в діаметрах 100 мм та 150 мм локальна мережа продуктопроводів, яка пов’язує нафтохімічні підприємства та портовий термінал у Гаврі.